# Egyenáramú generátor

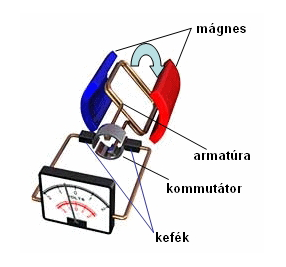
Az egyenáramú generátor működési elve

Az egyenáramú generátor olyan elektromos generátor, amely kommutátor segítségével egyenáramot hoz létre.

## Működési elve
Legegyszerűbben úgy jutunk egyenáramú generátorhoz, ha egy keretszerű tekercset forgatunk B erősségű mágneses térben, a tekercs kivezetéseit pedig egy gyűrű elmetszéséből kapott két félgyűrűhöz kötjük, melyek a tekerccsel együtt forognak. A két félgyűrű egymástól és a tengelytől el van szigetelve. Ebben az esetben mindegyik félgyűrű egy-egy kollektorlemez. A kollektorlemezek a köztük levő szigeteléssel együtt alkotják a kollektort. A kollektorlemezek csúszó érintkezésben vannak két áramszedő kefével, ezeken át kapcsolódik a külső áramkör a generátorra. 

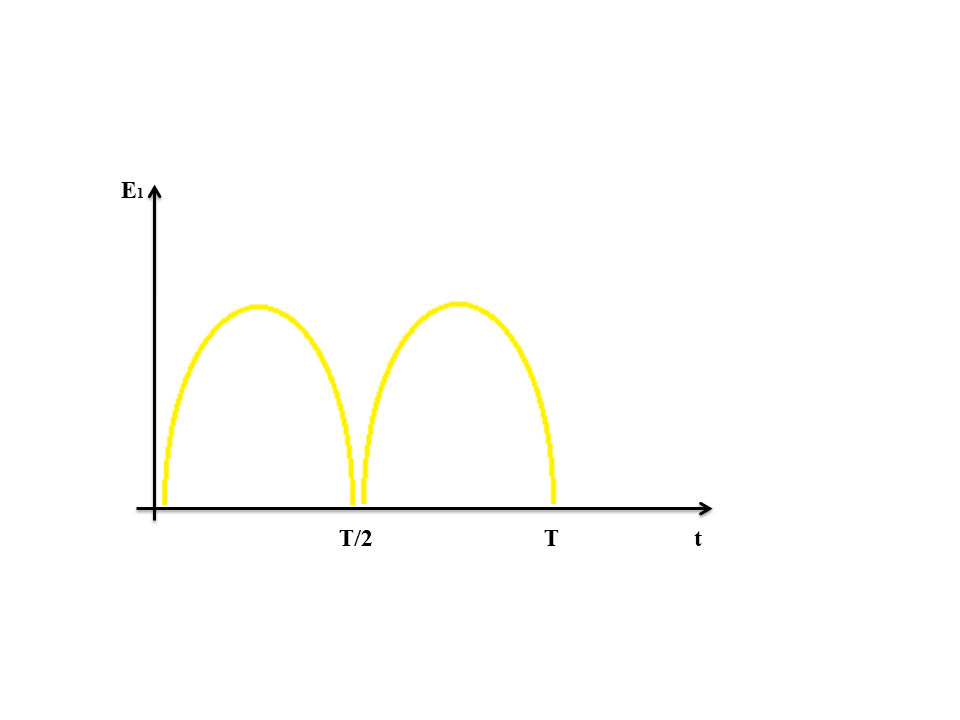
3.a.ábra: Indukált feszültség

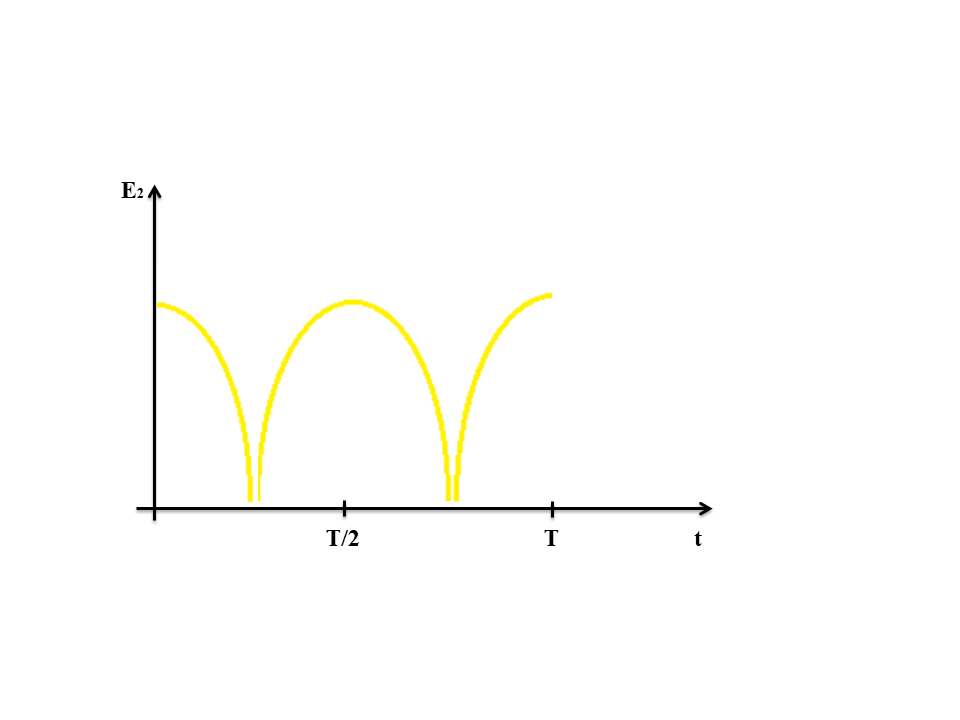
3.b.ábra: Indukált feszültség

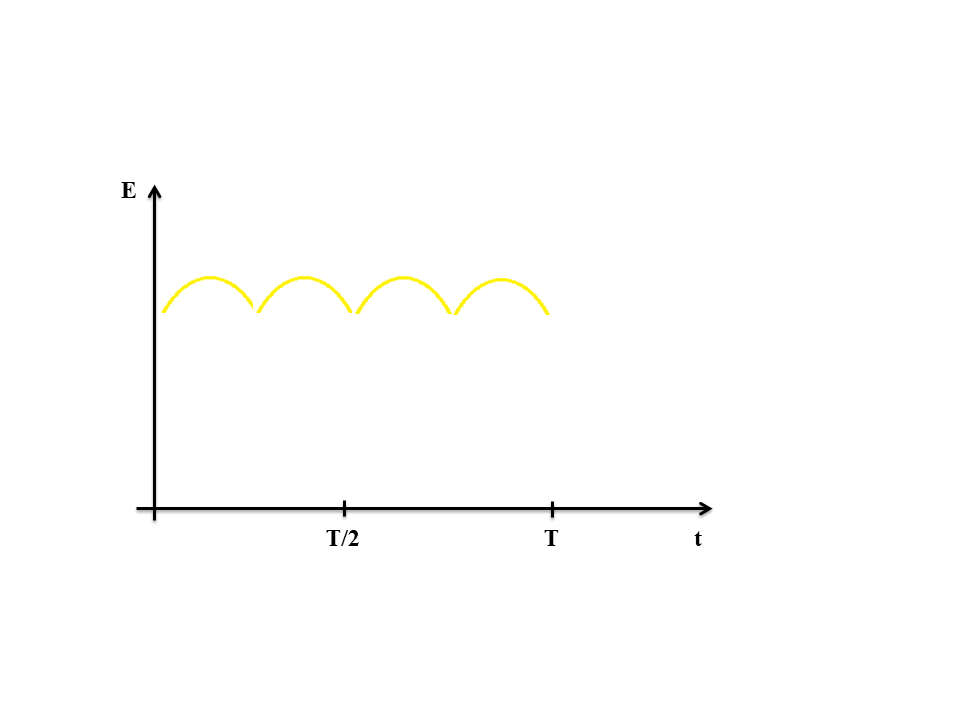
3.c.ábra: Indukált feszültség

Az egyik félfordulat alatt α ∈ (0, π) az áram a tekercsen át az egyik irányba folyik, a másik α ∈ (π, 2 π) félfordulat alatt pedig ellentétes irányba. Az elektromotoros feszültség és az áramerősség akkor változtat irányt, mikor a tekercsen a maximális fluxus halad át, azaz +Φ és –Φ esetében. Amikor a tekercs ilyen helyzetben van, nem csupán az áram iránya változik meg a tekercsben, hanem a kollektorlemezek helyzete is megfordul az áramszedő kefékkel szemben, vagyis végső soron az áramszedő keféken az elektromotoros feszültség polaritása állandó marad.
Ugyanakkor ilyen esetben a feszültség értéke nullától a maximális értékig változik, vagyis pulzáló egyenfeszültség jön létre. Egyetlen tekercs forgatásakor keletkezett elektromotoros feszültség változását az idő függvényében a 3.a ábra szemlélteti. Abban az esetben, ha két tekercset forgatunk, amelyek síkja egymásra merőleges, és a kommutátor négy szeletből, szegmensből áll, akkor az ezekben indukálódott elektromotoros feszültségeket a 3. a és b ábra, ezek eredőjét a 3. c ábra szemlélteti. A tekercsek és a hozzájuk tartozó kommutátorszegmensek száma tovább növelhető, ennek megfelelően a keféknél egyre kisebb lesz az eredő feszültség ingadozása.

## Fő részei
- A mágneses teret keltő mezőmágnes: ez az egyenáramú gép állórésze, az úgynevezett sztator. Ez a nagyobb teljesítményű generátorokban mindig elektromágnes, melynek vasmagja egymástól elszigetelt lemezekből készül.
- A mágneses térben forgatott tekercsrendszer, amelyben az áram indukálódik: neve armatúra, forgórész vagy rotor. Ez egy henger alakú test, ami elszigetelt vaskorongokból áll. A tekercset a henger alkotói mentén képzett vájatokba, hornyokba ágyazzák be.
- A kommutátor egymástól elszigetelt rézlemezekből áll, az áramszedő kefék szénkefék.

## Matematikai leírása
Működés közben, terhelt generátorban, a fő mágneses térre, amely szimmetrikus, rátevődik az armatúra áramának mágneses tere, a létrejött eredő mágneses tér már nem szimmetrikus a pólusok tengelyéhez viszonyítva. Ez maga után vonja a kommutátorszeletek helyzetének megváltoztatását. A mágnese tér szimmetriájának javítására mágneses segédpólusokat alakítanak ki.
Az indukált elektromotoros feszültség:
E = CnΦ, ahol n a rotor fordulatszáma, C egy arányossági tényező, mely a gép szerkezetétől függ, Φ pedig a mágneses fluxus. 
A generátor kapocsfeszültsége:
U = E – rI, ahol r a rotor tekercseinek az ellenállása, I az elektromos áramerősség.
A generátor elektromos teljesítménye: 
UI = EI – rI2, ahol EI a generátor mágneses teljesítménye, rI2 pedig a generátor forgórészében fejlődő hőmennyiség.

## Az egyenáramú generátor nyomatékai
A generátor állandó fordulatszámmal kell, hogy forogjon, amit egy motor biztosít. Ennek a mechanikai forgatónyomatéka Mm, amely egyensúlyt tart a generátort fékező nyomatékkal, Mf-el:
	Mf = M0 +Me, ahol M0 az örvényáramok okozta forgatónyomaték üresjárásban, Me pedig az elektromágneses forgatónyomaték, amely az indukált áramtól származik:
Me = kΦI. 
Ezért terheléskor  Mf = Mm =  M0 +Me.
Ahhoz, hogy a generátor fordulatszáma állandó legyen, azaz terheléskor is ugyanaz maradjon, a külső nyomatéknak növekednie kell.

## Gerjesztési módok
A mágneses fluxust létrehozó sztator tekercsei alkotják a gerjesztő tekercset. Eleinte a generátorokban a mágneses mezőt létrehozó elektromágnest külön egyenáramú áramforrásokkal (akkumulátorokkal) táplálták. Jedlik Ányos magyar fizikus gondolt elsőként arra, hogy a generátor elektromágnesét is maga a generátor táplálja. Ez az úgynevezett öngerjesztés elve, vagy dinamóelv.

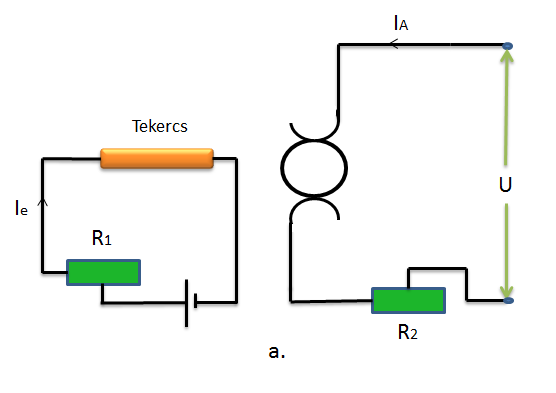
4.a.ábra: Külső gerjesztésű generátor

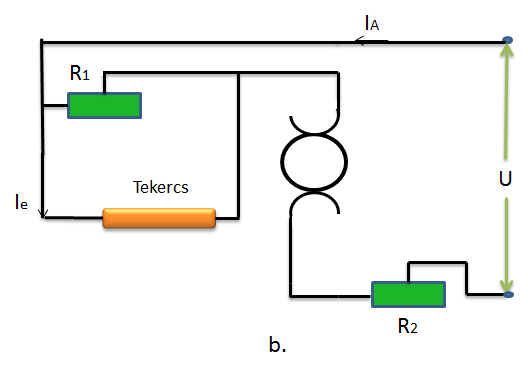
4.b.ábra: Soros gerjesztésű generátor

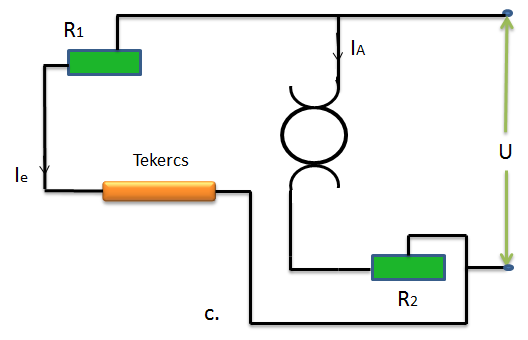
4.c.ábra: Párhuzamos gerjesztésű generátor

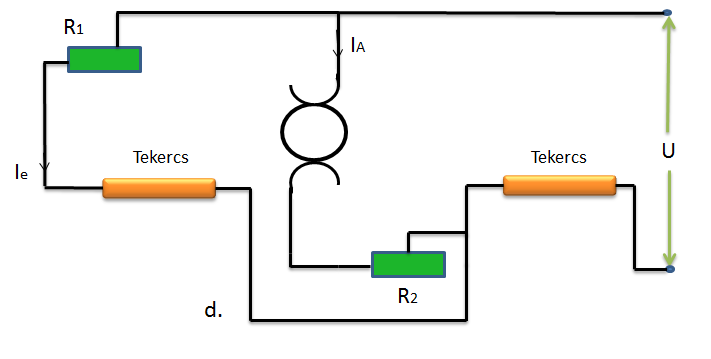
4.d.ábra: Vegyes gerjesztésű generátor

Aszerint, hogy a gerjesztőtekercs és a gerjesztett tekercs (armatúra) kapcsolási módja milyen, háromféle öngerjesztésű egyenáramú generátort különböztetünk meg: soros gerjesztésű (főáramkörű), párhuzamos gerjesztésű (sönt-vagy mellékáramkörű) és vegyes gerjesztésű (kettős, compound) generátorok. A 4. a ábra egy külső gerjesztésű generátor vázlatát szemlélteti. Az ilyen típusú generátor működését jellemző mennyiségek: Ie – a gerjesztő tekercs árama, E – az elektromotoros feszültség, IA – a gerjesztett tekercs (armatúra) árama, a U – a kapocsfeszültség, n – a fordulatszám.
Azokat a görbéket, amelyek az előbbi mennyiségek egyikét ábrázolják egy másik függvényében, míg a többieket paramétereknek tekintjük, jelleggörbéknek (karakterisztikáknak) nevezzük. Azt a görbét, amely az elektromotoros feszültséget ábrázolja az indukáló áram erősségének (Ie-nek) a függvényében nyitott áramkör esetében (IA = 0 és n állandó), üresjárási jelleggörbének nevezzük. Azt a görbét, amely az U kapocsfeszültséget ábrázolja az IA áram erősségének a függvényében, külső (terhelési) karakterisztikának nevezzük, ha Ie és n paraméterek.
Az 5. ábra a külső gerjesztésű generátor  üresjárási (E = f(Ie)) és terhelési (U = f(IA)) karakterisztikáját szemlélteti.

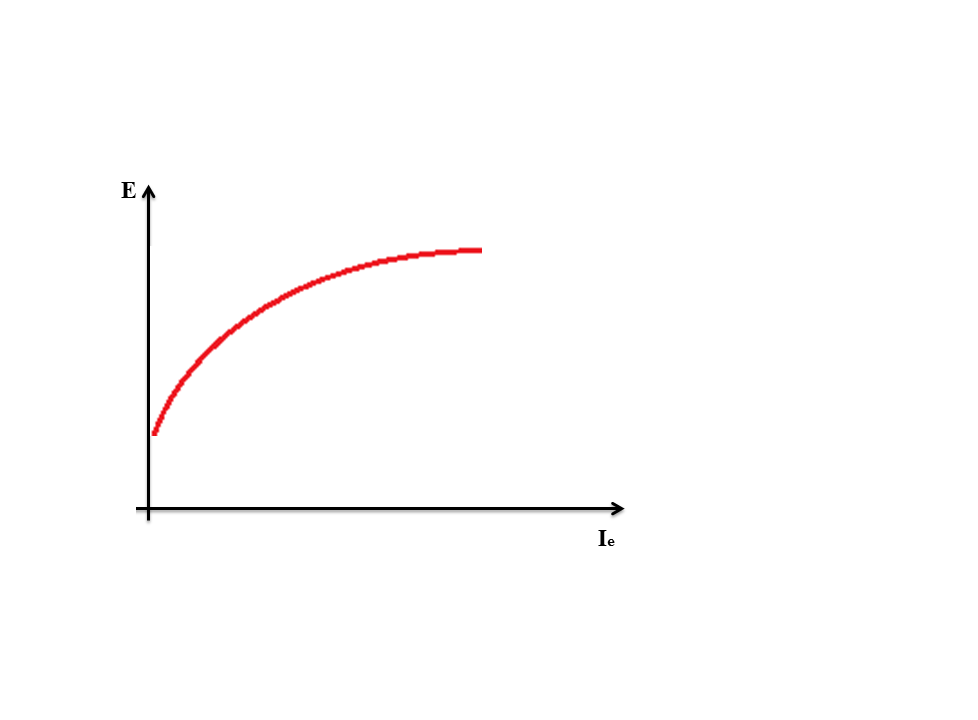
5.a.ábra: Külső gerjesztésű generátor üresjárási feszültsége

Az a tény, hogy az a ábra Ie = 0 esetben is mérhető E, a remanens Mágnességnek tulajdonítható. Az 5.b ábrán a kapocsfeszültség két ok miatt csökken. Az armatúra reakciója miatt csökken a Φ gerjesztő fluxus és így csökken az indukált elektromotoros feszültség, a másik ok pedig az armatúrában létrejövő (RiIa) feszültség növekedése. A feszültség csökkenése 8-10%-os.

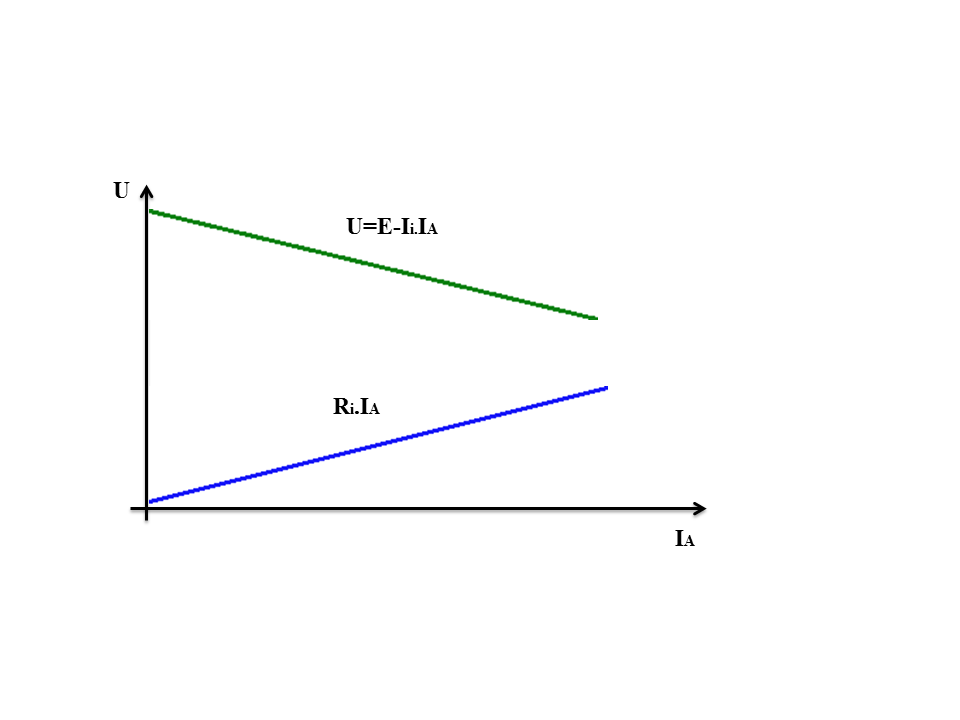
5.b.ábra: Külső gerjesztésű generátor terhelési feszültsége

A 4.b ábra a soros gerjesztésű generátor vázlatát szemlélteti. Ebben az esetben az indukáló tekercs sorba van kötve a gerjesztett tekerccsel és a generátor külső áramkörével. A soros gerjesztésű generátor külső, terhelési karakterisztikáját 6. ábra szemlélteti. Az ilyen típusú generátorokat ritkán használják, mivel az U kapocsfeszültség nagy mértékben változik a terhelés függvényében.
A 4. c ábra a párhuzamos gerjesztésű generátor kapcsolási vázlatát mutatja. Ebben az esetben az indukáló tekercset az indukált tekercs sarkaira kötöttük. Az ilyen típusú generátor külső (terhelési) jelleggörbéje sajátos formájú (7. ábra). Az U kapocsfeszültség csökkenése  nagyobb, mint a külső gerjesztésű generátor esetében, mivel az ott felsorolt okok mellett itt még az U csökkenésével egyidőben az Ie is csökken, ami még jobban elősegíti az U csökkenését.

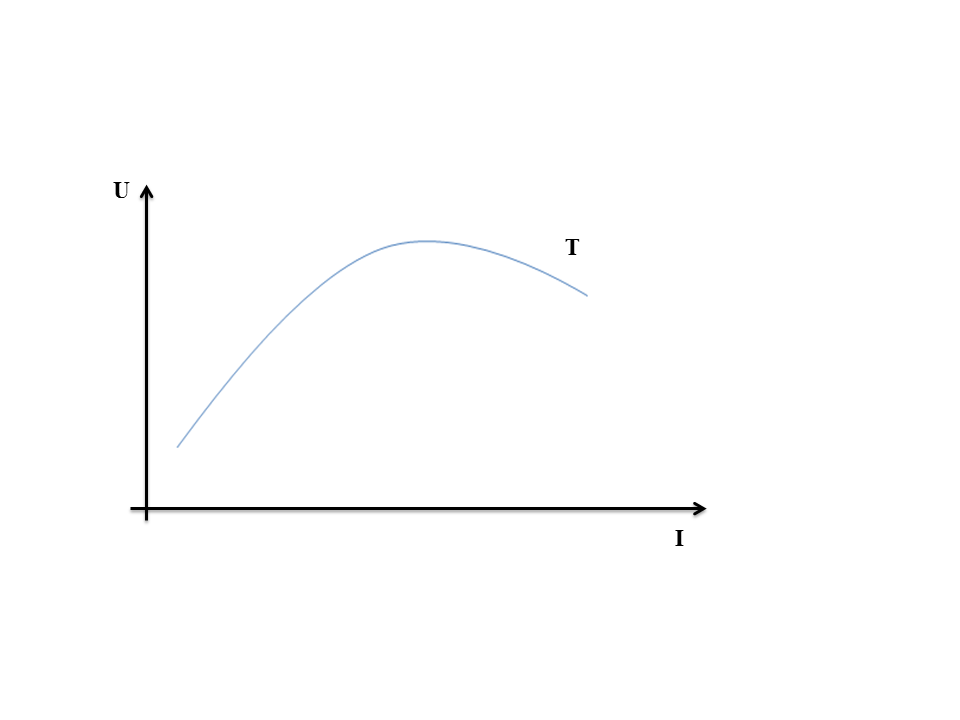
6.ábra: Soros gerjesztésű generátor terhelési feszültsége

U = Ik.Rk, ahol Ik a külső áramkörben folyó áram erőssége, Rk pedig a külső áramkör ellenállása.
U = Ik.Rk = IeR1 = E – IaR2.
Adott R1 ellenállás esetében létezik egy Rh határértékű terhelő ellenállás, amelynél ha kisebb az Rk, az Ik nem növekedik, hanem csökken, mivel:
1.	Az Rk csökkenése növeli Ik-t;

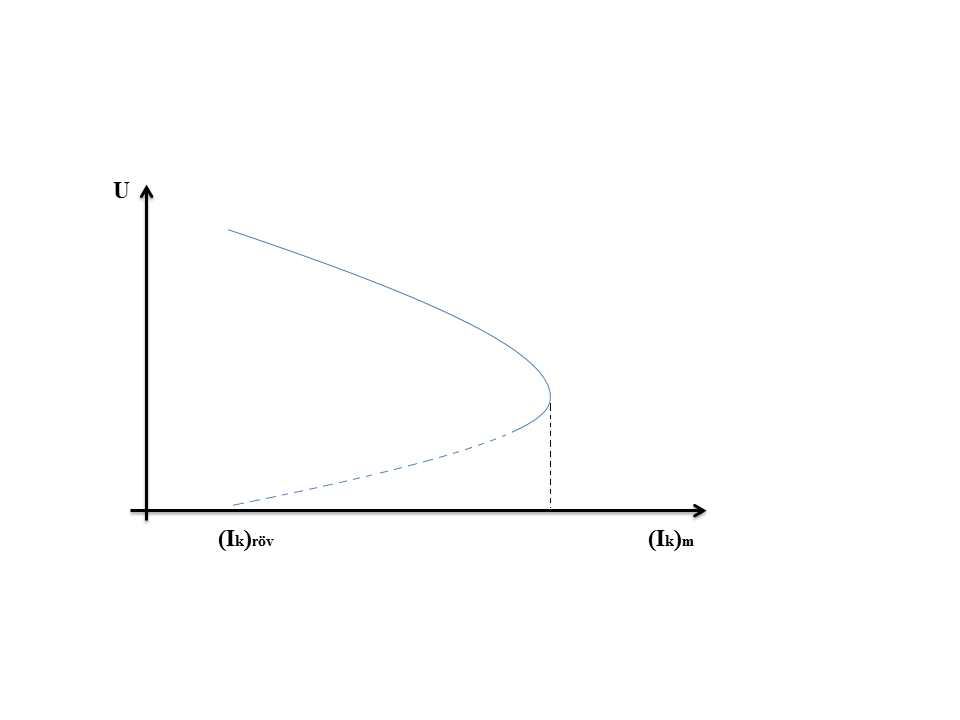
7.ábra: Párhuzamos gerjesztésű generátor terhelési feszültsége

2.	Az Rk csökkenése ugyanakkor csökkenti az U-t, ez pedig csökkenti az Ie-t, ami csökkenti a Φ indukáló fluxust. Ez utóbbi lényegében  az I csökkenéséhez vezet. Az (Ik)m értéknél a 2-es hatás érvényesül, azaz az R csökkenését az I csökkenése követi. Az (Ik)röv megfelel az   Rk = 0 értéknek, vagyis a generátor rövidre van zárva. A párhuzamos gerjesztésű generátorokat akkumulátorok töltésére, vasúti kocsik világítására használják.
A 4.d ábra a vegyes gerjesztésű generátor vázlatát mutatja. Ebben az esetben a gerjesztő tekercs két részből áll, az egyik része sorba, míg a másik része párhuzamosan van kapcsolva a gerjesztett tekerccsel. A generátor terhelési karakterisztikáját a 8. ábra szemlélteti. A soros gerjesztésű tekercs kompenzálja azt a feszültségcsökkenést, amelyet az Rk  csökkenése és az armatúra visszacsatolása (reakciója) hoz létre. Ha a soros tekercs nagy menetszámú, az A görbe az érvényes, ellenkező esetben a B görbe érvényes. A vegyes gerjesztésű generátorokat hegesztésre és olvasztókemencékben használják.

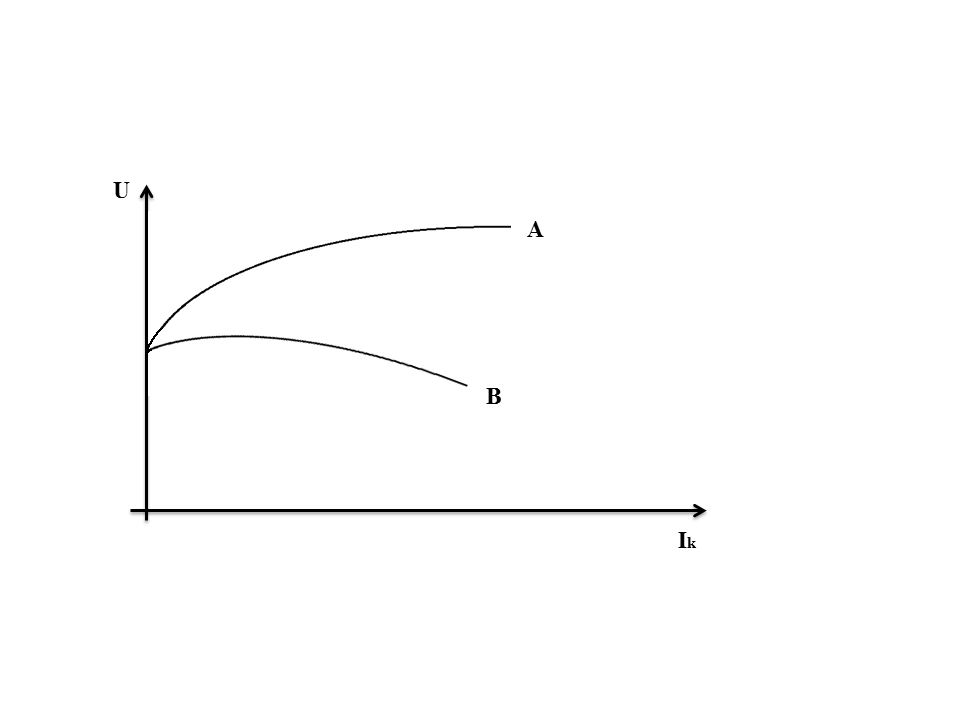
8.ábra: Vegyes gerjesztésű generátor terhelési feszültsége